# Asterolinon
Asterolinon é um género botânico pertencente à família Myrsinaceae.

## Espécies
- Asterolinon adoense
- Asterolinon eburneum
- Asterolinon linum-stellatum
- Asterolinon lysimachioideum
- Asterolinon serpyllifolium
- Asterolinon stellatum
- Asterolinon trinum